# 毬藻號列車
毬藻（日语： Marimo */?）是日本國有鐵道與其後的北海道旅客鐵道（JR北海道）列車。分別：
- 在1951年至1965年行走函館站至釧路站之間的夜行急行列車。
- 在1965年至1968年、1981年至1993年行走札幌站至釧路站之間的夜行急行列車。
- 在2001年至2008年行走札幌站至釧路站及根室站之間的夜行特急列車。

在列車廢止前（2007年至2008年），列車行走札幌站至釧路站之間，途經函館本線、千歲線、石勝線與根室本線，以臨時夜行特急列車型式運行。

## 概要
在1949年，行走函館站至釧路站之間的夜行急行列車開始營運，在札幌站以東區間以準急列車型式運行，相對來說是少見的運行方式。在1950年行走區間延長至根室站，函館站至釧路站為急行列車，釧路站以東區間為普通列車。隨後在1951年，函館站至釧路站之間的夜行急行附上列車名為「毬藻」（日语： Marimo */?）。
在1968年，「毬藻」編入至與行走札幌站至釧路站之間的日間列車「狩勝」而廢止。在1981年，石勝線開業，再度開始使用急行「毬藻」這列車名，行走札幌站至釧路站之間，分別夜行與日間各1往返班次。
但是在1985年3月，「毬藻」日間班次編入至特急「大空」，行走札幌站至帶廣站之間的臨時急行「毬藻」51、54號廢止。夜行班次也於1993年3月19日編入至「大空」13號、14號。
在2001年7月，由於特急「大空」日間行走班次統一使用KiHa 283系柴聯車，本來使用KiHa 183系運行的夜行班次，第13、14號班次改稱為「毬藻」。
在2006年3月18日的時間表修止，「利尻」降級至季節性臨時列車，「毬藻」便成為北海道内運行的唯一定期夜行特急列車。但是在2007年10月1日的時間表修止，「毬藻」降級至臨時列車，最後在2008年9月廢止。

### 列車名的由來
列車名是來自阿寒湖中的毬藻植物。

## 在廢止前的運行狀況
行走札幌站至釧路站之間需時約7小時。B寢室費用通常是6,300日圓，此列車前身，在「大空」13、14號時代中，在11月至5月的冬季期間會便宜3,000日圓。

### 停車站
札幌站 - 新札幌站 - 南千歲站 - 追分站 - 新得站 - 帶廣站 - 池田站 - 浦幌站 - 音別站 - 白糠站 - 釧路站

### 使用車輛

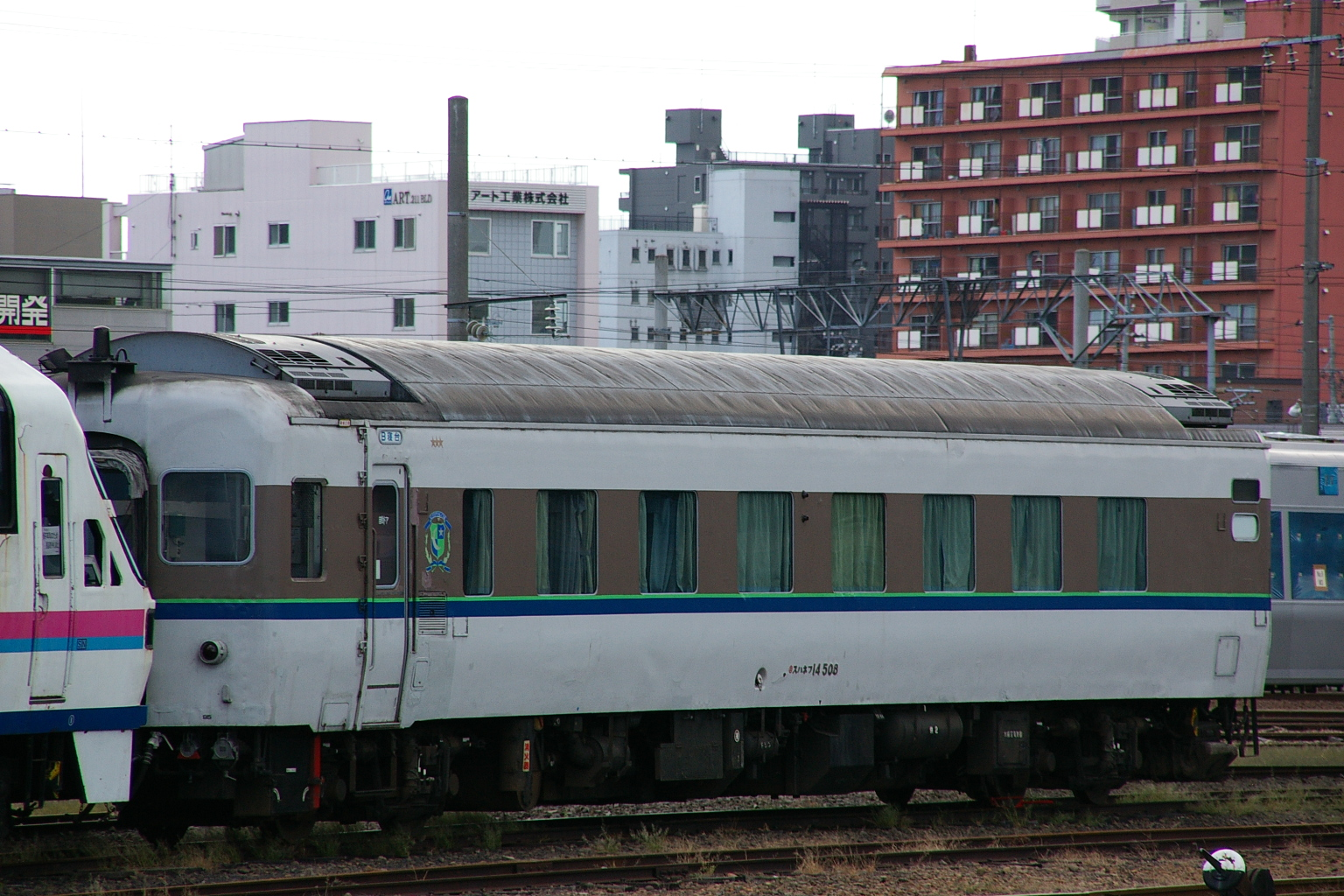
毬藻號列車使用的客車：スハネフ14 508

在定期運行時，將會使用KiHa183系柴聯車4卡與寢車14系客車2卡共6卡編成，在繁忙期間將會增加車廂數目至最多9卡編成。
在所有車廂中，包括了普通車廂自由席2卡、普通車指定席2卡、開放式B寢車2卡で，在指定席車廂及寢車中設置了女性専用席。
在列車接近廢止時期，曾減少1卡寢車，以5卡編成。

### 乘務員所屬
上下行列車都是由釧路運輸車輛所人員負責。

## 根室本線夜行列車沿革

### 開設「毬藻」與輔助列車411、412列車
- 1949年（昭和24年）9月：行走函館站至釧路站之間的夜行急行列車（札幌站以東區間為準急列車）開始運行。
- 1950年（昭和25年）10月：運行區間改變為函館站至根室站。當中，函館站至釧路站為急行列車，釧路站以東區間為普通列車。
- 1951年（昭和26年）
  - 4月：函館站至釧路站之間的夜行急行命名為「毬藻」（日语： Marimo */?）。一路以來，急行列車在函館站至釧路站之間是經函館本線、根室本線。
  - 5月17日：落合站至新得站之間發生毬藻號列車出軌事故（日语：まりも号脱線事件）。
- 1956年（昭和31年）：在小樽站至釧路站之間運行的普通列車411・412列車開始連結Suhane30形寢車。
- 1961年（昭和36年）10月：「毬藻」運行區間縮短至來往函館站至釧路站。
- 1965年（昭和40年）10月：「毬藻」運行區間中函館站至札幌站之間被分割，使「毬藻」變為行來札幌站至釧路站之間的夜行急行列車。而分割出來的區間，函館站至札幌站之間則名為「手稻」。
- 1968年（昭和43年）10月：「毬藻」整合至行走札幌站至釧路站之間的日間列車「狩勝」，「毬藻」廢止。

### 開設「落葉松」與急行「毬藻」的復活與廢止

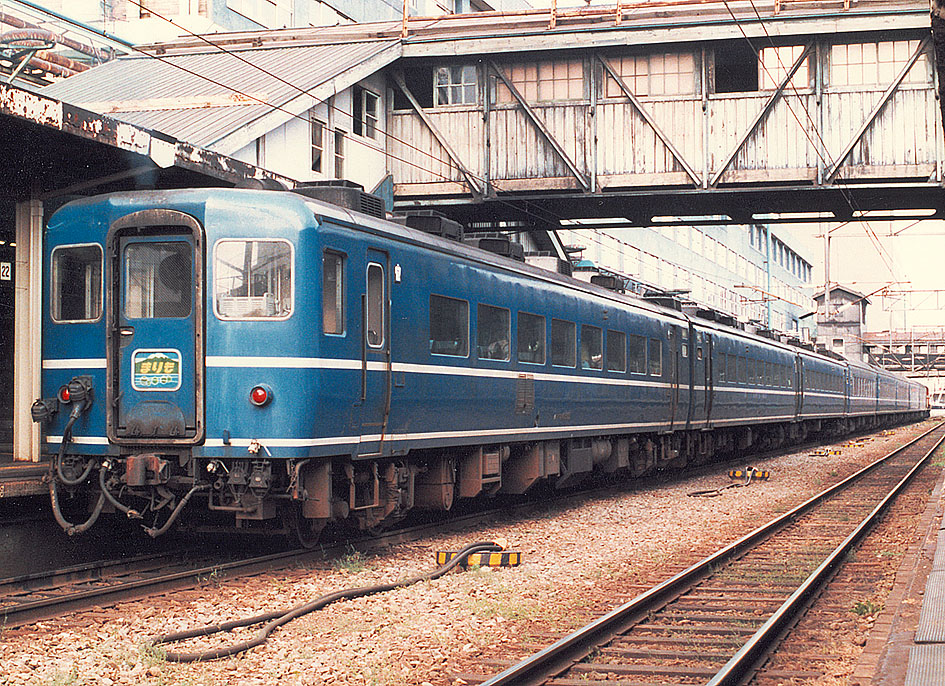
14系客車 急行「毬藻」
（1986年 札幌站）

- 1974年（昭和49年）：MARS系統（日语：マルス (システム)）開始使用，行走小樽站至釧路站之間的普通列車423、424列車命名為「落葉松」（日语： Marimo */?），該列車的寢車更變為10系客車
- 1980年（昭和55年）10月：夜行普通列車「落葉松」廢止，整合至急行「狩勝」。
- 1981年（昭和56年）10月：石勝線開業，急行「毬藻」開始運行，行走札幌站至釧路站之間，途經石勝線。日間、夜行各有1往返班次。
- 1982年（昭和57年）11月15日：「毬藻」的夜行班次使用的車輛更變為14系車廂。當被只有座席車廂，在1983年（昭和58年）6月26日開始使用14系客車寢車。
- 1985年（昭和60年）
  - 3月14日：「毬藻」的日間定期列車整合至特急「大空」。行走札幌站至帶廣站之間的臨時急行「毬藻」51、54號廢止。
  - 11月17日：「毬藻」的B寢車中，開始由3層床轉變至2層床。
- 1986年（昭和61年）7月1日：「毬藻」的B寢車全部轉變成2層床。
- 1988年（昭和63年）6月15日：「毬藻」開始連結座席指定席「Dream Car」。同時開始售賣「毬藻Dream車票」（夜行列車來回優惠車票（日语：夜行列車往復割引きっぷ）的前身）。
- 1989年（平成元年）2月1日：「毬藻」開始設立女性専用席。
- 1993年（平成5年）
  - 3月17日：舉行急行「毬藻」告別儀式。
  - 3月18日：「毬藻」升格至特急，同時整合至「大空」，以「大空」13、14號開始營運。「毬藻」廢止。

### 特急「毬藻」的復活與廢止

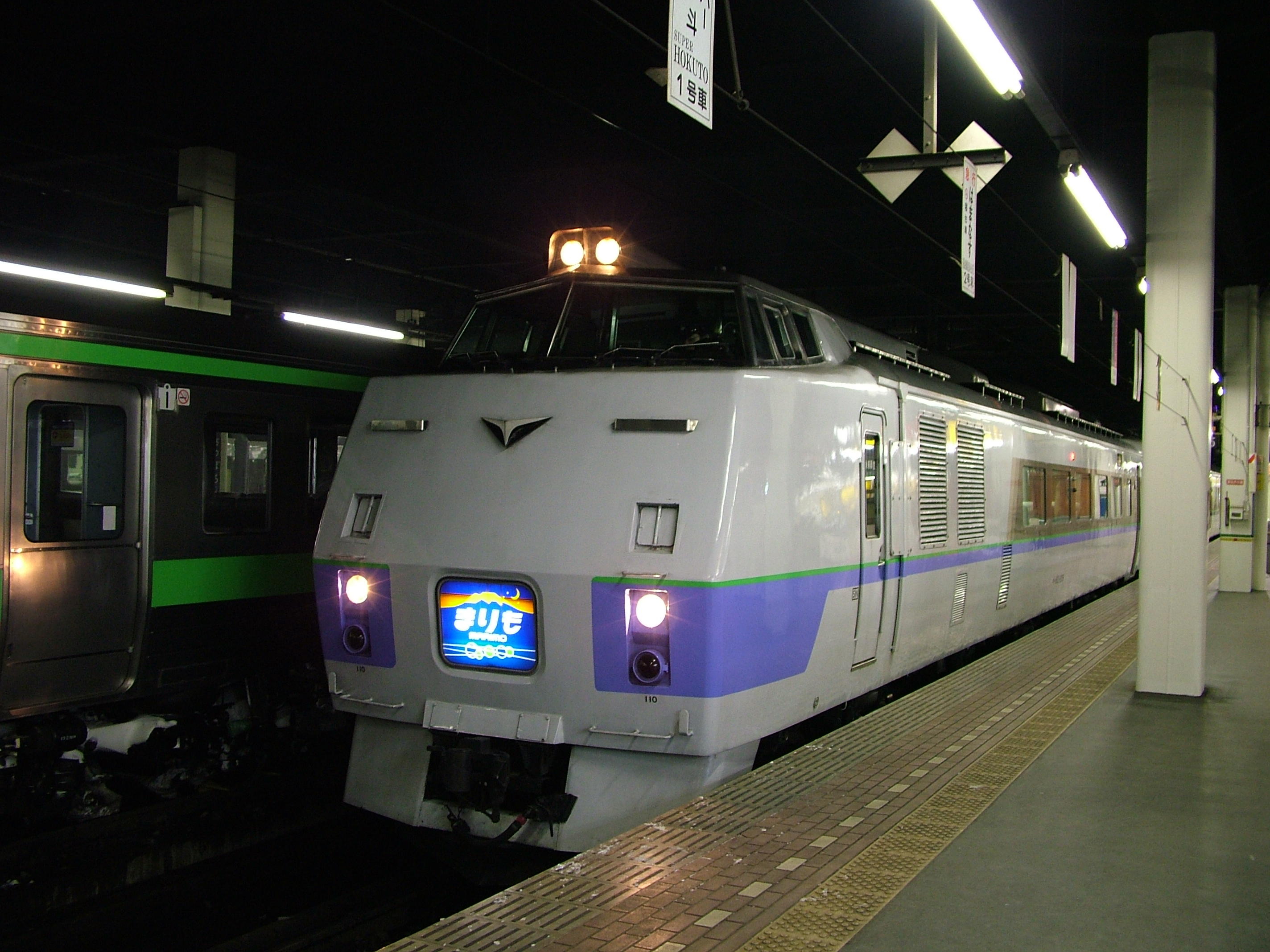
特急時代的「毬藻」

- 2001年（平成13年）7月1日：特急「大空」的車種與「超級大空」的車種統一使用KiHa 283系柴聯車，本來使用183系運行的夜行列車更變為特急「毬藻」[3][4]。
  - 還有，為了「毬藻」名稱重新使用，列車使用「北斗星」的24系客車，以「北斗星毬藻」的名義運行。
- 2001年（平成13年） - 2005年（平成17年）：在這期間的夏季直通花咲線，延長運輸至根室站。在釧路站至根室站之間為快速列車，以下行「花咲」與上行「納沙布」的時間帶運行。
  - 在這期間，釧路站至根室站之間的快速列車暫時停運，該快速列車以「毬藻」運行。
  - 在延長運輸至根室站期間，延長區間的停車站如下：
釧路站 - 東釧路站（只限下行） - 厚岸站 - 茶內站 - 濱中站 - 厚床站 - 落石站 - 根室站
- 2006年（平成18年）3月18日：「毬藻」全車禁煙[5]。
- 2007年（平成19年）10月1日：「毬藻」變更至於週末與繁忙時期運行，降級至臨時列車[1]。
- 2008年（平成20年）8月31日：最後一班「毬藻」開出，隨後列車廢止[2][6]。同時，再沒有只在北海道內行走的定期夜行列車[6]。
- 2011年（平成23年）7月22日、23日：計劃在限定在這2日之間再次開設急行毬藻，以團體列車型式運行[7]。但是，發表了中止開設的消息[8]。
- 2012年（平成24年）7月20日・22日：由於北海道地方旅遊活動，開始2日之間「急行毬藻」[9]。在20日在札幌站出發前往釧路站，途經千歲線→石勝線→根室本線，隨後在22日釧路站出發往札幌站，途經根室本線→函館本線。
  - 使用車輛：由DD51形柴油機車牽引，客車5卡（14系座席車3卡、24系寢車2卡）

## 注腳
1. 1 2   (PDF) (新闻稿). 北海道旅客鐵道. 2007-07-11  [2014-07-05]. （原始内容存档 (PDF)于2007-09-27）.
2. 1 2   (PDF) (新闻稿). 北海道旅客鐵道. 2008-05-16. （原始内容存档 (PDF)于2019-11-12）.
3. ↑   (新闻稿). 北海道旅客鐵道. 2001-04-25  [2014-07-05]. （原始内容存档于2014-12-14）.
4. ↑  . 交通新聞 (交通新聞社). 2001-04-27: 3.
5. ↑   (PDF) (新闻稿). 北海道旅客鐵道. 2005年12月22日  [2010年7月23日]. （原始内容存档 (PDF)于2006年2月9日）.
6. 1 2  . 交通新聞 (交通新聞社). 2008-07-22: 3.
7. ↑   (PDF) (新闻稿). 北海道旅客鐵道. 2011-05-11. （原始内容存档 (PDF)于2016-03-04）.
8. ↑   (PDF) (新闻稿). 北海道旅客鐵道. 2011-06-09. （原始内容存档 (PDF)于2016-03-04）.
9. ↑   (PDF) (新闻稿). 北海道旅客鐵道. 2012-05-18. （原始内容存档 (PDF)于2016-03-04）.

## 相關項目
- 夜行列車來回優惠車票（日语：夜行列車往復割引きっぷ）
- 星光釧路號（日语：スターライト釧路号）：行走札幌與釧路之間的高速巴士，實際上是列車廢止後替代交通路線。